# Outlaws of Love
Outlaws of Love（译名：禁忌的爱、爱的囚徒或爱的亡命之徒）是美国犹太歌手亚当·兰伯特（Adam Lambert）于2012年5月15日发行的一首英文歌曲，单曲全长3分钟51秒，被收录于亚当·兰伯特的Trespassing专辑中的第十二首，是该专辑的特别单曲。这首歌是亚当·兰伯特以自身的背景，写出和讲述关于自己身为男同性恋不容于世的悲哀，歌曲旋律以及歌词哀伤动人。